# Testy użyteczności
Testy użyteczności – technika wykorzystywana w projektowaniu zorientowanym na użytkownika, w celu oceny produktu poprzez testowanie go na przyszłych użytkownikach. Dają one bezpośrednią informację na temat tego, w jaki sposób użytkownicy korzystają z systemu. Są przeciwieństwem sprawdzania użyteczności poprzez ekspertów bez zaangażowania użytkowników.
Testy użyteczności koncentrują się na sprawdzeniu, czy wytworzony produkt spełnia założone cele i wymagania. Przykładami produktów, które najczęściej korzystają z testów użyteczności są: strony internetowe, aplikacje internetowe, interfejsy komputerowe i urządzenia.
Przygotowanie testu użyteczności polega na stworzeniu scenariusza lub realistycznej sytuacji, w której osoba wykona wybrane zadanie bądź zadania przy użyciu testowego produktu. Obserwatorzy sprawdzają, czy dana osoba wykonuje kroki w oczekiwany sposób, czy natrafia na jakieś trudności, czy potrzebuje podpowiedzi, by wykonać zadanie itp. Obserwatorzy mogą notować przebieg testów, które posłużą do sporządzenia raportu. Testy mogą być również nagrywane za pomocą kamer, a interakcje z komputerem mogą być rejestrowane na różne sposoby (śledzenie gałek ocznych, myszki, wykorzystanie klawiatury itp). W ten sposób można sprawdzić cały zakres wybranej funkcji. Prototypy, kwestionariusze przed i po teście również wykorzystywane są do zbierania informacji na temat testowanego produktu. Jednym z celów jest obserwowanie, w jaki sposób osoby testujące wykonują założone zadania przy pomocy produktu, aby dostrzec do tej pory nieznane obszary problemowe.

## Korzyści
Do podstawowych korzyści poprawy użyteczności wynikających z wykonywania testów zaliczyć można:
- wzmacnianie reputacji firmy;
- redukowanie kosztów szkolenia personelu;
- redukowanie kosztów obsługi klienta.